# ツェリーマ (小惑星)
ツェリーマ (633 Zelima) は小惑星帯に位置する小惑星である。ハイデルベルクでアウグスト・コプフによって発見された。
命名はドイツ系の女性名より。